# 마스크 오브 푸 만주
《마스크 오브 푸 만주》(The Mask Of Fu Manchu)는 미국에서 제작된 찰스 브래빈, 찰스 비더 감독의 1932년 모험, 공포, SF 영화이다. 보리스 칼로프 등이 주연으로 출연하였다.

## 줄거리
푸 만추는 칭기즈 칸의 무덤을 찾아내 그의 가면과 칼로 칸의 환생을 자처하고 아시아와 중동인들을 충동질해 백인들을 말살하고자 한다. 영국인 이집트학 학자 라이어널 바턴 경은 푸 만추보다 먼저 무덤을 찾아 이를 저지해야한다.

## 출연

### 주연
- 보리스 칼로프
- 루이스 스톤

### 조연
- 캐런 몰리
- 찰스 스타렛
- 머나 로이
- 진 허숄트
- 로런스 그랜트
- 데이비드 토런스
- 에버렛 브라운
- 스티브 클레멘트
- 윌리 펑
- 퍼디넌드 갓초크
- 앨런 정
- 테츠 코마이
- 크리스핀 마틴
- 랄 찬드 메라
- 에드워드 페일 시니어
- C. 몬터규 쇼
- E. 앨런 워런

## 제작진
- 의상: 에이드리안